# Варава Григорій Андрійович
Григорій Андрійович Варава (24 жовтня 1922, Шабалинів — 2 травня 2007) — старший сержант Робітничо-селянської Червоної армії, учасник Другої світової війни, Герой Радянського Союзу (1943).

## Біографія
Народився 24 жовтня 1922 року в селі Шабалінів (нині — Коропський район Чернігівської області України) у селянській сім'ї. Працював у колгоспі. У 1940 році був призваний на службу до Робітничо-селянської Червоної армії. З червня 1941 року — на фронтах німецько-радянської війни. Брав участь у боях на Південно-Західному, Сталінградському, Центральному, Воронезькому фронтах. У 1943 році вступив до ВКП(б). До жовтня 1943 року гвардії старший сержант Григорій Варава командував гарматою 200-го гвардійського легкого артилерійського полку 3-ї гвардійської легкої артилерійської бригади 1-ї гвардійської артилерійської дивізії прориву 60-ї армії Воронезького фронту.
Особливо відзначився під час битви за Дніпро, під час переправи через річку 2 жовтня в районі села Домантове Чорнобильського району Київської області, а потім у ході боїв за плацдарм 5—8 жовтня. Беручи активну участь у відображенні німецьких контратак, розрахунок Варави завдав великої шкоди німецьким військам.
Після закінчення війни демобілізований, після чого повернувся до рідного села. Помер 2 травня 2007 року.

## Відзнаки
Указом Президії Верховної Ради СРСР від 17 жовтня 1943 року за «мужність та героїзм, виявлені при форсуванні Дніпра та утриманні плацдарму на його правому березі» гвардії старший сержант Григорій Варава був удостоєний високого звання Героя Радянського Союзу з врученням ордена Леніна медалі «Золота Зірка» за № 2070.
Був також нагороджений орденами Вітчизняної війни 1-го ступеня та Червоної Зірки, а також низкою медалей.

## Вшанування
- У 1945 році скульптор Григорій Пруглов виконав скультурний портрет Героя[2];
- У селищі Короп на місцевій алеї Героїв встановлено пам'ятний знак Григорію Вараві[1].